# Hotarionomus
Hotarionomus es un género de escarabajos longicornios de la tribu Lamiini.

## Distribución
Se distribuye por Asia.

## Especies
- Hotarionomus abbreviatus Breuning, 1948
- Hotarionomus blattoides (Pascoe, 1856)
- Hotarionomus ilocanus Heller, 1899